# Squalidus intermedius
Squalidus intermedius är en fiskart som först beskrevs av Nichols 1929.  Squalidus intermedius ingår i släktet Squalidus och familjen karpfiskar. IUCN kategoriserar arten globalt som otillräckligt studerad. Inga underarter finns listade i Catalogue of Life.